# Marainville-sur-Madon
Marainville-sur-Madon település Franciaországban, Vosges megyében. Lakosainak száma 98 fő (2022. január 1.). Marainville-sur-Madon Bralleville, Diarville, Jevoncourt, Saint-Firmin, Battexey, Pont-sur-Madon és Xaronval községekkel határos.

## Népesség
A település népességének változása:
| Lakosok száma | 89   | 95   | 94   | 95   | 96   | 98   | 97   | 97   | 98   |
|               | 2013 | 2015 | 2016 | 2017 | 2018 | 2019 | 2020 | 2021 | 2022 |